# اتحادیه دانشجویان آلمانی ناسیونال سوسیالیست
اتحادیه دانشجویان آلمانی ناسیونال سوسیالیست (به آلمانی: Nationalsozialistischer Deutscher Studentenbund، مخفف NSDStB) در سال ۱۹۲۶ به عنوان بخشی از حزب نازی با مأموریت ادغام تحصیلات در سطح دانشگاه و زندگی آکادمیک در چارچوب جهان‌بینی و ایدئولوظی نازیسم تأسیس شد. سازمان‌یافته (مانند سایر بخشهای حزب نازی) کاملاً مطابق با Führerprinzip (یا "اصل رهبر") و همچنین اصل Machtdistanz (یا "فاصله قدرت")، اتحادهی دانشجویان اعضای خود را در اصطلاح Kameradschaftshäusern اسکان داد (یا از سال ۱۹۳۰) اعضای آن را با پیراهن‌های کلاسیک قهوه‌ای و آرم‌های متمایز سواستیکا مزین کردند.
پس از شکست آلمان در جنگ جهانی دوم، این اتحادیه حزب نازی به‌همراه تقسیمات و سازمانهای وابسته «سازمانهای جنایتکار» اعلام و توسط شورای کنترل متفقین در ۱۰ اکتبر ۱۹۴۵ اعلام شد و منحل شد.

## رهبران، ۱۵–۱۹۲۶
- ۱۹۲۶–۲۸ ویلهلم تمپل
- ۱۹۲۸–۳۲ بالدور فون شیراچ (از ۱۹۳۱ همچنین رایشسوژندفورر)
- 1932–33 Ger Rühle (de)
- 1933–34 Oskar Stäbel (de)
- ۱۹۳۴–۳۶ آلبرت دریشوایلر (د)
- ۱۹۳۶–۱۹۴۵ گوستاو آدولف Scheel در (به عنوان Reichsstudentenführer Scheel در هم پیشوای بود Deutschen Studentenschaft)

## سایر اعضای برجسته
- کورت والدهایم، دبیرکل سازمان ملل متحد، رئیس‌جمهور اتریش.